# Mettmann (distrito)
Mettmann é um distrito (Kreis ou Landkreis) da Alemanha localizado na região (Regierungsbezirk) de Düsseldorf, no estado da Renânia do Norte-Vestfália.

## Cidades

Mapa do distrito de Mettmann.

(População em 30 de junho de 2006)
1. Erkrath (47 225)
2. Haan (29 363)
3. Heiligenhaus (27 567)
4. Hilden (56 472)
5. Langenfeld (58 972)
6. Mettmann (39 711)
7. Monheim am Rhein (43 579)
8. Ratingen (92 164)
9. Velbert (87 001)
10. Wülfrath (22 137)